# Atmosfera tecnica
L'atmosfera tecnica (simbolo at) è un'unità di misura della pressione, spesso utilizzata in ingegneria anche se non fa parte del Sistema internazionale delle unità di misura (SI).
Esistono due scale di misura che utilizzano l'atmosfera tecnica:
- la scala assoluta chiamata atmosfera tecnica assoluta (abbreviato in ata), che fissa lo zero alla pressione nel vuoto;
- la scala relativa atmosfera tecnica relativa (abbreviato in ate), che fissa lo zero al valore di 1 atm.

## Equivalenze con altre unità di misura
Valgono le seguenti relazioni tra l'atmosfera tecnica assoluta e le altre unità di misura della pressione:
1 ata = 1 kgf/cm2
        = 10000 kgf/m2
        = 0,9678411 atm
        = 735,559236 mmHg
        = 28,95902519 inHg
        = 10 mH2O
        = 98066,5 Pa
        = 98,0665 kPa
        = 0,980665 bar
        = 980,665 mbar
        = 14,22334345 psi
Seguendo le convenzioni della guida richiamata in nota 1. i valori in grassetto sono fattori di conversione esatti.